# Logos i Ethos
Logos i Ethos – półrocznik poświęcony współczesnym zagadnieniom z dziedziny filozofii, wydawany od 1991 roku przez Wydział Filozoficzny Uniwersytetu Papieskiego Jana Pawła II w Krakowie. 
Pismo publikuje prace z dziedziny filozofii człowieka, aksjologii i etyki oraz filozofii Boga i religii. W większości są to teksty autorów z krakowskiego środowiska filozoficznego, ale pismo jest otwarte dla wszystkich, którzy zajmują się poruszanymi w nim problemami. Obok rozpraw na łamach "Logosu i Ethosu" pojawiają się przekłady tekstów oraz komentarze do nich, a także recenzje nowości polskich i zagranicznych i zapisy referatów wygłaszanych podczas konferencji organizowanych przez Wydział Filozoficzny UPJPII. Redaktorem naczelnym pisma jest ks. dr hab. Grzegorz Hołub, prof. UPJPII. Oficjalną stroną czasopisma zawierającą także dostęp do nowszych numerów jest Platforma Czasopism UPJPII. Dostęp do nowszych numerów możliwy jest również na stronie The Central European Journal of Social Sciences and Humanities.

## Indeksy
Logos i Ethos jest umieszczony na następujących indeksach czasopism naukowych: 
- CEJSH (Central European Journal Of Social Sciences And Humanities),
- ERIHPLUS (European Reference Index for the Humanities),
- ICI (Index Copernicus International).

## Cel i zakres tematyczny czasopisma
Na łamach naszego półrocznika podejmowana jest szeroko rozumiana tematyka filozoficzna. Dotychczasowe artykuły i przekłady obejmują zagadnienia między innymi z obszaru historii filozofii, etyki, filozofii społecznej, filozofii religii, metafizyki czy filozofii człowieka. Pragniemy, aby swoje miejsce znalazły w nim także teksty dotyczące filozofii przyrody, filozofii nauki czy relacji pomiędzy nauką a religią. Wydział Filozoficzny UPJPII ma niewątpliwe osiągnięcia w tych dziedzinach, stąd wydaje się uzasadnione, aby dorobek pracowników i studentów naszej oraz innych uczelni został zaprezentowany w czasopiśmie.

## Proces recenzji
Etap I
Recenzja wstępna mająca na celu ogólne zakwalifikowanie tekstu, pod względem jego zgodności z profilem czasopisma, zachowania wymogów redakcyjnych obowiązujących w wydawnictwie (w szczególności styl przypisów) oraz ogólnej poprawności językowej. Tekst spełniający wymogi recenzji wstępnej zostaje skierowany do recenzji właściwej. Redakcja zastrzega sobie prawo odesłania tekstu i odmowy publikacji bez podania powodów.
Etap II 
Właściwy etap recenzowania, podczas którego tekst zostaje poddany podwójnej anonimowej, dla recenzenta i autora tekstu, recenzji. Autor tekstu nie zna recenzentów oraz recenzenci nie znają autora tekstu („double-blind review proces”). Zgłaszane teksty powinny uniemożliwiać identyfikację autora (tekst bez nazwiska autora oraz odsyłaczy pozwalających na jego rozpoznanie). Tekst powinien, oprócz poprawności językowej, charakteryzować się oryginalnością podjętego tematu, uzasadnieniem wysuniętej tezy oraz uwzględniać literaturę przedmiotu. Artykuły, które nie wnoszą nic, albo niewiele nowego do omawianej kwestii nie będą przyjęte do publikacji. 
Recenzenci - specjaliści spoza Wydziału Filozoficznego UPJPII - przedstawiają swoją opinię o tekście wypełniając formularz recenzji.
Etap III
Teksty spełniające wymagania etapu II (pozytywne recenzje), które ponadto zostały poprawione przez autora zgodnie ze wskazówkami recenzentów kwalifikowane są do publikacji na łamach „Logosu i Ethosu.

## Polityka Open Access
Czasopismo zapewnia natychmiastowy otwarty dostęp (ang. open access) do całej zawartości, co czyni wyniki badań bardziej dostępnymi i wspiera wymianę wiedzy na poziomie krajowym i międzynarodowym.